# Christian Strohdiek
Christian Strohdiek (Paderborn, 22 januari 1988) is een Duits profvoetballer die als verdediger speelt.
Strohdiek begon bij SC Paderborn 07 waar hij de jeugdopleiding doorliep. Van 2007 tot 2015 speelde hij daar in het eerste team en met Paderborn promoveerde hij in 2009 naar de 2. Bundesliga en in 2014 naar de Bundesliga. Na de degradatie in 2015 tekende hij een driejarig contract bij Fortuna Düsseldorf. Na één seizoen keerde Strohdiek terug bij Paderborn. In januari 2021 ging hij naar Würzburger Kickers.